# Thermocyclops dalmaticus
Thermocyclops dalmaticus – gatunek widłonoga z rodziny Cyclopidae. Nazwa naukowa tego gatunku skorupiaków została opublikowana w 1956 roku przez macedońskiego biologa Trajana Kirila Petkowskiego z „Prirodonaucen Muzej na Makedonija” (maced. Природонаучен музеј на Македонија) w Skopje.